# Campo Largo do Piauí
Campo Largo do Piauí es un municipio brasileño del estado del Piauí. Se localiza a una latitud 03º48'44" sur y a una longitud 42º37'43" oeste, estando a una altitud de 60 metros. Su población estimada en 2004 era de 6.222 habitantes.
Posee un área de 436,16 km².